# Sydöstra Hälsinglands domsagas valkrets
Sydöstra Hälsinglands domsagas valkrets var i valen till andra kammaren 1884–1908 en egen valkrets med ett mandat. I valen 1884–1905 var valkretsens namn Södra Hälsinglands östra tingslags valkrets; namnet Sydöstra Hälsinglands domsagas valkrets tillkom i valet 1908.
Valkretsen, som ungefär motsvarade dagens Söderhamns kommun (med undantag för Söderhamns stad, som ingick i Söderhamns och Hudiksvalls valkrets fram till extravalet 1887, då staden bildade Söderhamns valkrets), avskaffades vid införandet av proportionellt valsystem i valet 1911 och uppgick då i Hälsinglands södra valkrets. 

## Riksdagsmän
- Magnus Jonsson, lmp (1885–vårriksdagen 1887)
- Nils Hanson, gamla lmp 1888–1894, lmp 1895–1902 (höstriksdagen 1887–1902)
- Magnus Sundström, lib s (1903–20/12 1909)
- Per Bengtson, lib s (22/1 1910–1911)

## Valresultat

### 1896
| Andrakammarvalet i Sverige 1896: Sydöstra Hälsinglands domsagas valkrets | Andrakammarvalet i Sverige 1896: Sydöstra Hälsinglands domsagas valkrets | Andrakammarvalet i Sverige 1896: Sydöstra Hälsinglands domsagas valkrets | Andrakammarvalet i Sverige 1896: Sydöstra Hälsinglands domsagas valkrets | Andrakammarvalet i Sverige 1896: Sydöstra Hälsinglands domsagas valkrets |
| Kandidat                                                                 | Kandidat                                                                 | Röster                                                                   | Röster                                                                   | Röster                                                                   |
| Kandidat                                                                 | Kandidat                                                                 | Antal                                                                    | %                                                                        | +− %                                                                     |
| ------------------------------------------------------------------------ | ------------------------------------------------------------------------ | ------------------------------------------------------------------------ | ------------------------------------------------------------------------ | ------------------------------------------------------------------------ |
|                                                                          | Nils Hanson                                                              | 14                                                                       | 58,3                                                                     |                                                                          |
|                                                                          | Magnus Sundström (fp)                                                    | 10                                                                       | 41,7                                                                     |                                                                          |
| Antal giltiga röster                                                     | Antal giltiga röster                                                     | 24                                                                       |                                                                          |                                                                          |
| Kasserade röster                                                         | Kasserade röster                                                         | 0                                                                        |                                                                          |                                                                          |
| Totalt                                                                   | Totalt                                                                   | 24                                                                       |                                                                          |                                                                          |

46,9% deltog vid valet av elektorer.

### 1899
| Andrakammarvalet i Sverige 1899: Sydöstra Hälsinglands domsagas valkrets | Andrakammarvalet i Sverige 1899: Sydöstra Hälsinglands domsagas valkrets | Andrakammarvalet i Sverige 1899: Sydöstra Hälsinglands domsagas valkrets | Andrakammarvalet i Sverige 1899: Sydöstra Hälsinglands domsagas valkrets | Andrakammarvalet i Sverige 1899: Sydöstra Hälsinglands domsagas valkrets |
| Kandidat                                                                 | Kandidat                                                                 | Röster                                                                   | Röster                                                                   | Röster                                                                   |
| Kandidat                                                                 | Kandidat                                                                 | Antal                                                                    | %                                                                        | +− %                                                                     |
| ------------------------------------------------------------------------ | ------------------------------------------------------------------------ | ------------------------------------------------------------------------ | ------------------------------------------------------------------------ | ------------------------------------------------------------------------ |
|                                                                          | Nils Hanson                                                              | 777                                                                      | 61,3                                                                     | ▲3,0                                                                     |
|                                                                          | Magnus Sundström                                                         | 485                                                                      | 38,3                                                                     | ▼3,4                                                                     |
|                                                                          | Övriga kandidater                                                        | 5                                                                        | 0,4                                                                      |                                                                          |
| Antal giltiga röster                                                     | Antal giltiga röster                                                     | 1 267                                                                    |                                                                          |                                                                          |
| Kasserade röster                                                         | Kasserade röster                                                         | 1                                                                        |                                                                          |                                                                          |
| Totalt                                                                   | Totalt                                                                   | 1 268                                                                    |                                                                          |                                                                          |

Valet ägde rum den 20 augusti 1899. Valdeltagandet var 74,0%.

### 1902
| Andrakammarvalet i Sverige 1902: Sydöstra Hälsinglands domsagas valkrets | Andrakammarvalet i Sverige 1902: Sydöstra Hälsinglands domsagas valkrets | Andrakammarvalet i Sverige 1902: Sydöstra Hälsinglands domsagas valkrets | Andrakammarvalet i Sverige 1902: Sydöstra Hälsinglands domsagas valkrets | Andrakammarvalet i Sverige 1902: Sydöstra Hälsinglands domsagas valkrets |
| Kandidat                                                                 | Kandidat                                                                 | Röster                                                                   | Röster                                                                   | Röster                                                                   |
| Kandidat                                                                 | Kandidat                                                                 | Antal                                                                    | %                                                                        | +− %                                                                     |
| ------------------------------------------------------------------------ | ------------------------------------------------------------------------ | ------------------------------------------------------------------------ | ------------------------------------------------------------------------ | ------------------------------------------------------------------------ |
|                                                                          | Magnus Sundström                                                         | 826                                                                      | 61,9                                                                     | ▲23,6                                                                    |
|                                                                          | P. Bengtsson i Österbåle                                                 | 485                                                                      | 36,3                                                                     |                                                                          |
|                                                                          | Nils Hanson                                                              | 24                                                                       | 1,8                                                                      | ▼59,5                                                                    |
| Antal giltiga röster                                                     | Antal giltiga röster                                                     | 1 335                                                                    |                                                                          |                                                                          |
| Kasserade röster                                                         | Kasserade röster                                                         | 6                                                                        |                                                                          |                                                                          |
| Totalt                                                                   | Totalt                                                                   | 1 341                                                                    |                                                                          |                                                                          |

Valet ägde rum den 14 september 1902. Valdeltagandet var 68,9%.

### 1905
| Andrakammarvalet i Sverige 1905: Sydöstra Hälsinglands domsagas valkrets | Andrakammarvalet i Sverige 1905: Sydöstra Hälsinglands domsagas valkrets | Andrakammarvalet i Sverige 1905: Sydöstra Hälsinglands domsagas valkrets | Andrakammarvalet i Sverige 1905: Sydöstra Hälsinglands domsagas valkrets | Andrakammarvalet i Sverige 1905: Sydöstra Hälsinglands domsagas valkrets |
| Kandidat                                                                 | Kandidat                                                                 | Röster                                                                   | Röster                                                                   | Röster                                                                   |
| Kandidat                                                                 | Kandidat                                                                 | Antal                                                                    | %                                                                        | +− %                                                                     |
| ------------------------------------------------------------------------ | ------------------------------------------------------------------------ | ------------------------------------------------------------------------ | ------------------------------------------------------------------------ | ------------------------------------------------------------------------ |
|                                                                          | Magnus Sundström                                                         | 856                                                                      | 90,0                                                                     | ▲28,1                                                                    |
|                                                                          | Närmaste kandidat                                                        | 72                                                                       | 7,6                                                                      |                                                                          |
|                                                                          | Övriga kandidater                                                        | 23                                                                       | 2,4                                                                      | —                                                                        |
| Antal giltiga röster                                                     | Antal giltiga röster                                                     | 951                                                                      |                                                                          |                                                                          |
| Kasserade röster                                                         | Kasserade röster                                                         | 0                                                                        |                                                                          |                                                                          |
| Totalt                                                                   | Totalt                                                                   | 951                                                                      |                                                                          |                                                                          |

Valet ägde rum den 10 september 1905. Valdeltagandet var 43,5%.

### 1908
| Andrakammarvalet i Sverige 1908: Sydöstra Hälsinglands domsagas valkrets | Andrakammarvalet i Sverige 1908: Sydöstra Hälsinglands domsagas valkrets | Andrakammarvalet i Sverige 1908: Sydöstra Hälsinglands domsagas valkrets | Andrakammarvalet i Sverige 1908: Sydöstra Hälsinglands domsagas valkrets | Andrakammarvalet i Sverige 1908: Sydöstra Hälsinglands domsagas valkrets |
| Kandidat                                                                 | Kandidat                                                                 | Röster                                                                   | Röster                                                                   | Röster                                                                   |
| Kandidat                                                                 | Kandidat                                                                 | Antal                                                                    | %                                                                        | +− %                                                                     |
| ------------------------------------------------------------------------ | ------------------------------------------------------------------------ | ------------------------------------------------------------------------ | ------------------------------------------------------------------------ | ------------------------------------------------------------------------ |
|                                                                          | Magnus Sundström                                                         | 1 117                                                                    | 60,6                                                                     | ▼29,4                                                                    |
|                                                                          | August Säfström (S)                                                      | 725                                                                      | 39,3                                                                     |                                                                          |
|                                                                          | Övriga kandidater                                                        | 2                                                                        | 0,1                                                                      | —                                                                        |
| Antal giltiga röster                                                     | Antal giltiga röster                                                     | 1 844                                                                    |                                                                          |                                                                          |
| Kasserade röster                                                         | Kasserade röster                                                         | 3                                                                        |                                                                          |                                                                          |
| Totalt                                                                   | Totalt                                                                   | 1 847                                                                    |                                                                          |                                                                          |

Valet ägde rum den 6 september 1908. Valdeltagandet var 66,9%.